# VI Геркулесов легион
VI Геркулесов легион (лат. Legio VI Herculia) — один из легионов поздней Римской империи.
Данное подразделение было сформировано в начале правления императора Диоклетиана и получило прозвище в честь его соправителя Максимиана Геркулия. VI Геркулесов легион был размещен в провинции Паннония Вторая. Находясь в крепости Тевтобургий, он контролировал подступы к Сирмию. Существует надпись, датируемая 307 годом, на основе которой венгерский историк Петер Ковач сделал вывод, что первым местом дислокации VI Геркулесова легиона был форт Ад Милитар. Легион относился к разряду лимитанов.
Согласно Notitia Dignitatum, в начале V века, VI Геркулесов легион находился под командованием дукса Паннонии. Пять когорт, основная часть легиона, находились под руководством префекта в Монс Ауреус (современный город Смедерево в Сербии). Другой префект командовал подразделением легиона в Тевтобургии, в то время как в крепости Онагрин третий префект начальствовал смешанной частью, состоявшей из солдат VI Геркулесова и V Юпитерова легиона.